# Mistrzostwa Świata w Kolarstwie Przełajowym 1988
39. Mistrzostwa Świata w Kolarstwie Przełajowym 1988 odbyły się w szwajcarskiej miejscowości Hägendorf, w dniach 30 - 31 stycznia 1988 roku. Rozegrano wyścigi mężczyzn w kategoriach zawodowców, amatorów i juniorów.

## Medaliści
| Konkurencja:                 | Złoto:              | Czas      | Srebro:            | Czas     | Brąz:          | Czas     |
| Klasyfikacja mężczyzn        |                     |           |                    |          |                |          |
| Zawodowcy (31 stycznia 1988) | Pascal Richard      | 1:20:27 h | Adrie van der Poel | + 1:40 m | Beat Breu      | + 1:52 m |
| Amatorzy (30 stycznia 1988)  | Karel Camrda        | 1:01:27 h | Roger Honegger     | + 0:25 m | Henrik Djernis | + 1:06 m |
| Juniorzy (30 stycznia 1988)  | Thomas Frischknecht | 44:13 m   | Maik Müller        | + 0:23 m | Daniel Rech    | + 1:05 m |

## Szczegóły

### Zawodowcy
| Medal | Zawodnik            | Narodowość | Czas      |
| ----- | ------------------- | ---------- | --------- |
|       | Pascal Richard      | Szwajcaria | 1:20:27 h |
|       | Adrie van der Poel  | Holandia   | + 1:40    |
|       | Beat Breu           | Szwajcaria | + 1:52    |
| 4     | Albert Zweifel      | Szwajcaria | + 4:10    |
| 5     | Christophe Lavainne | Francja    | + 5:02    |
| 6     | Roland Liboton      | Belgia     | + 5:47    |
| 7     | Hans-Ruedi Büchi    | Szwajcaria | + 5:47    |
| 8     | Hennie Stamsnijder  | Holandia   | + 6:32    |
| 9     | Ivan Messelis       | Belgia     | + 6:39    |
| 10    | Yvon Madiot         | Francja    | + 7:59    |

### Amatorzy
| Medal | Zawodnik        | Narodowość      | Czas      |
| ----- | --------------- | --------------- | --------- |
|       | Karel Camrda    | Czechosłowacja  | 1:01:27 m |
|       | Roger Honegger  | Szwajcaria      | + 0:25    |
|       | Henrik Djernis  | Dania           | + 1:06    |
| 4     | Bruno D'Arsié   | Szwajcaria      | + 1:32    |
| 5     | Didier Martinez | Francja         | + 1:33    |
| 6     | Vito Di Tano    | Włochy          | + 1:34    |
| 7     | Dieter Runkel   | Szwajcaria      | + 1:35    |
| 8     | Bruno le Bras   | Francja         | + 3:20    |
| 9     | Timothy Gould   | Wielka Brytania | + 3:28    |
| 10    | Eric Vervaet    | Belgia          | + 3:56    |

### Juniorzy
| Medal | Zawodnik            | Narodowość     | Czas    |
| ----- | ------------------- | -------------- | ------- |
|       | Thomas Frischknecht | Szwajcaria     | 44:13 m |
|       | Maik Müller         | RFN            | + 0:23  |
|       | Daniel Rech         | Czechosłowacja | + 1:05  |
| 4     | Reto Matt           | RFN            | + 1:21  |
| 5     | Pascal Müller       | Szwajcaria     | + 1:25  |
| 6     | Martin Obrist       | Szwajcaria     | + 1:49  |
| 7     | Pedro Roselle       | Belgia         | + 2:29  |
| 8     | Ivan Benedetti      | Włochy         | + 2:32  |
| 9     | David Pagnier       | Francja        | + 2:42  |
| 10    | Ján Žilovec         | Czechosłowacja | + 2:43  |

## Tabela medalowa
| Miejsce | Państwo        |   |   |   |   |
| ------- | -------------- | - | - | - | - |
| 1.      | Szwajcaria     | 2 | 1 | 1 | 3 |
| 2.      | Czechosłowacja | 1 | 0 | 1 | 2 |
| 3.      | Holandia       | 0 | 1 | 0 | 1 |
| 3.      | RFN            | 0 | 1 | 0 | 1 |
| 5.      | Dania          | 0 | 0 | 1 | 1 |